# تيد فارمر
تيد فارمر (بالإنجليزية: Ted Farmer)‏ (21 يناير 1940 في المملكة المتحدة - ) هو لاعب كرة قدم بريطاني في مركز الهجوم. لعب مع وولفرهامبتون واندررز.

## وصلات خارجية
- تيد فارمر على موقع قاعدة بيانات كرة القدم.إي يو (الإنجليزية)